# Garnison de Reims

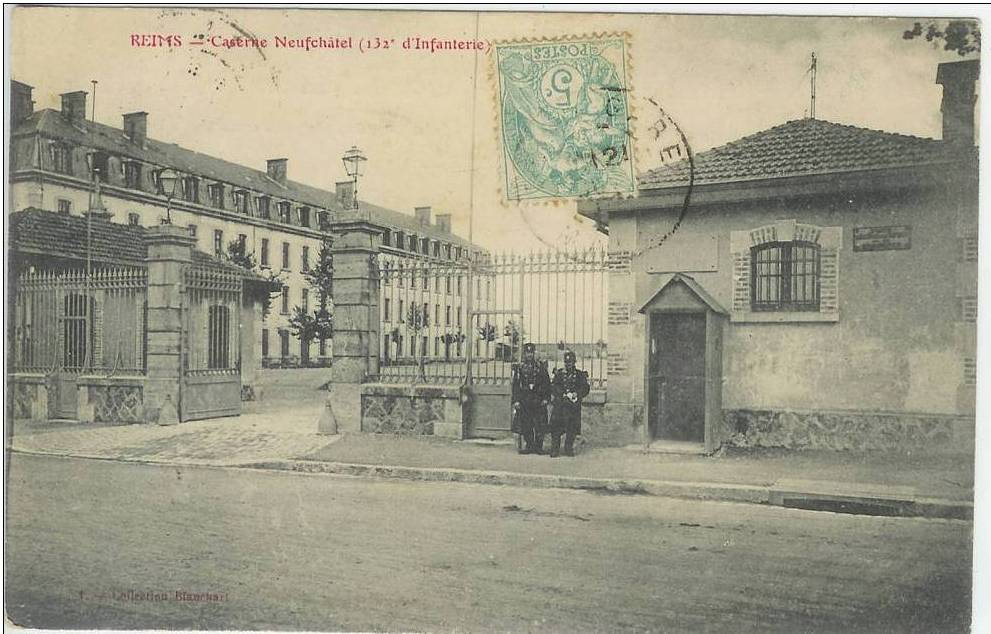
Caserne Neufchatel à Reims.

La garnison de Reims, importante depuis la fin du XIXe siècle, était au siècle dernier le lieu de stationnement de nombreuses formations militaires. Celles-ci totalisaient plusieurs milliers de soldats qui étaient logés dans de nombreuses casernes. Parmi ces casernes – aujourd'hui toutes désaffectées ou disparues – figuraient notamment la caserne Colbert (située boulevard de la Paix), la caserne Jeanne d'Arc (située boulevard Pommery), les casernes Neufchâtel Caserne Drouet d'Erlon devenu Maistre (situées rue de Neufchâtel). 
L’importance de la place de Reims fut renforcée dans le dernier quart du XIXe siècle lorsque, peu après la guerre franco-prussienne de 1870, la France décida la construction d’une ligne de fortifications censée défendre ses nouvelles frontières. Reims appartenant à la seconde ligne de fortifications, plusieurs forts furent ainsi édifiés entre 1875 et 1885 pour protéger la ville en direction de l'est. Disposés en arc de cercle, ils se rattachaient au nord au massif de Saint-Thierry et, au sud, à la Montagne de Reims : fort de Saint-Thierry, batterie de Loivre, fort de Brimont, batterie du Cran de Brimont, fort de Fresne-lès-Reims, fort de Witry-lès-Reims, vigie et batterie de Berru, fort de Nogent-l'Abbesse, fort de la Pompelle, fort de Montbré, réduit de Chenay. Ces forts appartenant à la première génération du fameux système Séré de Rivières, ils furent rapidement dépassés, notamment en raison de l'invention des obus-torpilles à la mélinite. Seuls ceux de la première ligne – tels ceux de Verdun – furent transformés et ceux de Reims, déclassés, furent désarmés un peu avant la Première Guerre mondiale.
En 1909, le général Valabrègue est le commandant de la place de Reims. En 1914, il existait un commandement supérieur de la défense des places du groupe de Reims confié au général de brigade Cassagnade. 
Entre les deux guerres mondiales, Reims fut notamment le lieu de stationnement du 132e Régiment d'infanterie et du 106e régiment d'infanterie. Une rue de Reims porte leurs noms.
L'habitude de baptiser les casernes d'infanterie et les quartiers de cavalerie remonte au début de la IIIe République. À cette époque, le choix se portait, le plus souvent, sur un général illustre natif de la ville comme Drouet d'Erlon à Reims.

## Caserne Colbert

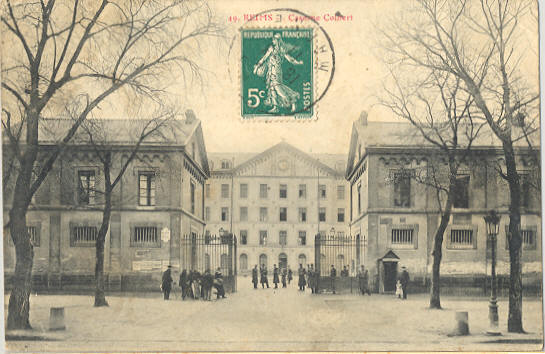
Caserne Colbert, 1911.

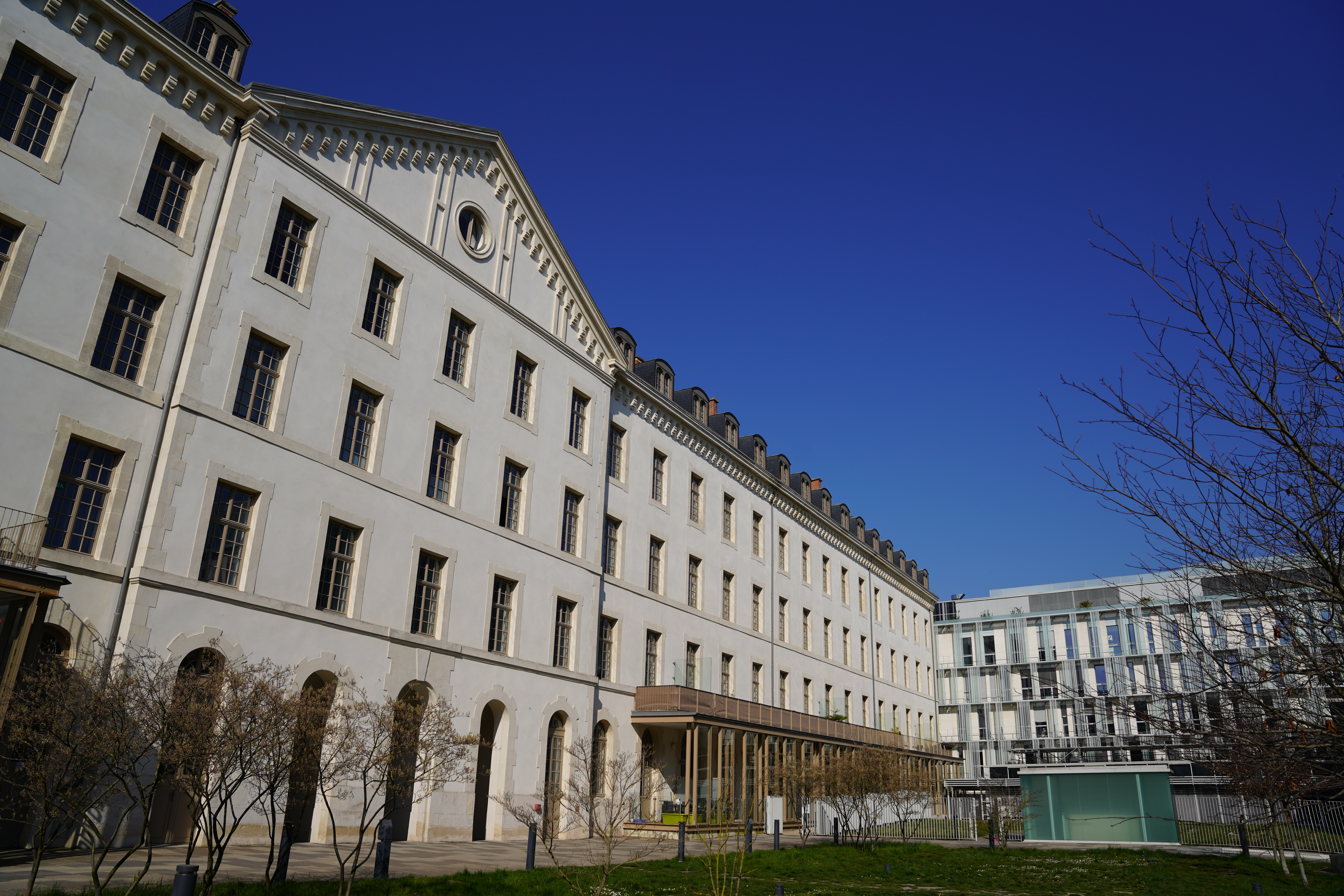
La cour transformée en habitation.

Construite à partir de 1853 par l'architecte Narcisse Brunette à la place de la tour des Trois-Museaux (anciens remparts), la caserne Colbert fut la première grande caserne de Reims. 
La caserne Colbert, boulevard Cérès (maintenant boulevard de la Paix), abritait l'état-major et une partie du 132e RI de 1873 à 1914, le dépôt commun du 132e RI, du 332e RI et du 46e régiment d’infanterie territoriale.
La caserne a été détruite pendant la Première Guerre mondiale et reconstruite.
Jusqu'en 1992 se trouvait au quartier Colbert la fanfare du 1er groupe de chasseurs et le bureau mobilisation du bataillon dérivé : le 41e groupe de chasseurs.
Promise à une destruction certaine, la caserne Colbert a été préservée et intégrée à un vaste projet de réhabilitation du site, sous l'égide de l'actuelle municipalité rémoise, en collaboration avec l'association de défense La Tour des Trois-Museaux.

## Caserne Neufchâtel - Caserne Drouet d'Erlon

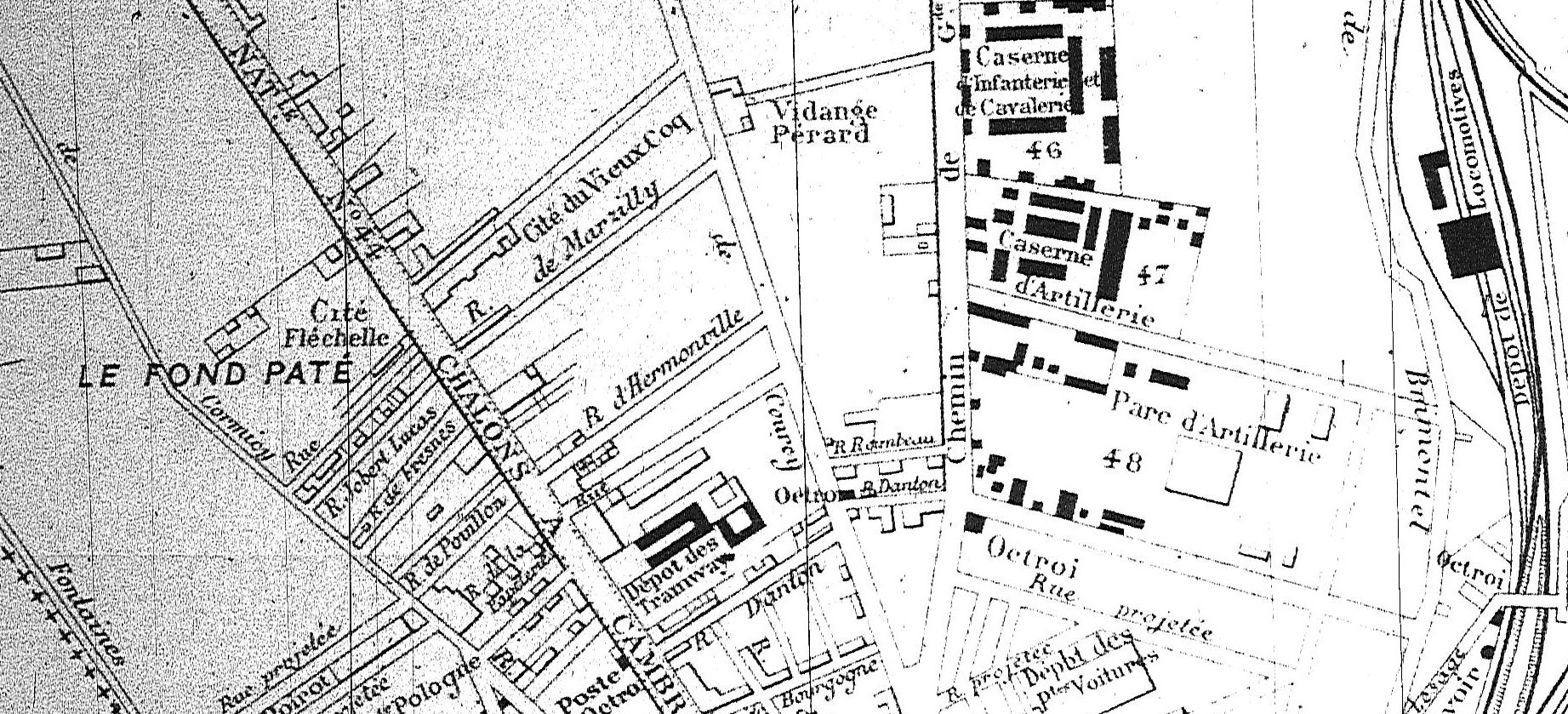
Caserne Neufchatel sur une carte de Reims de 1890.

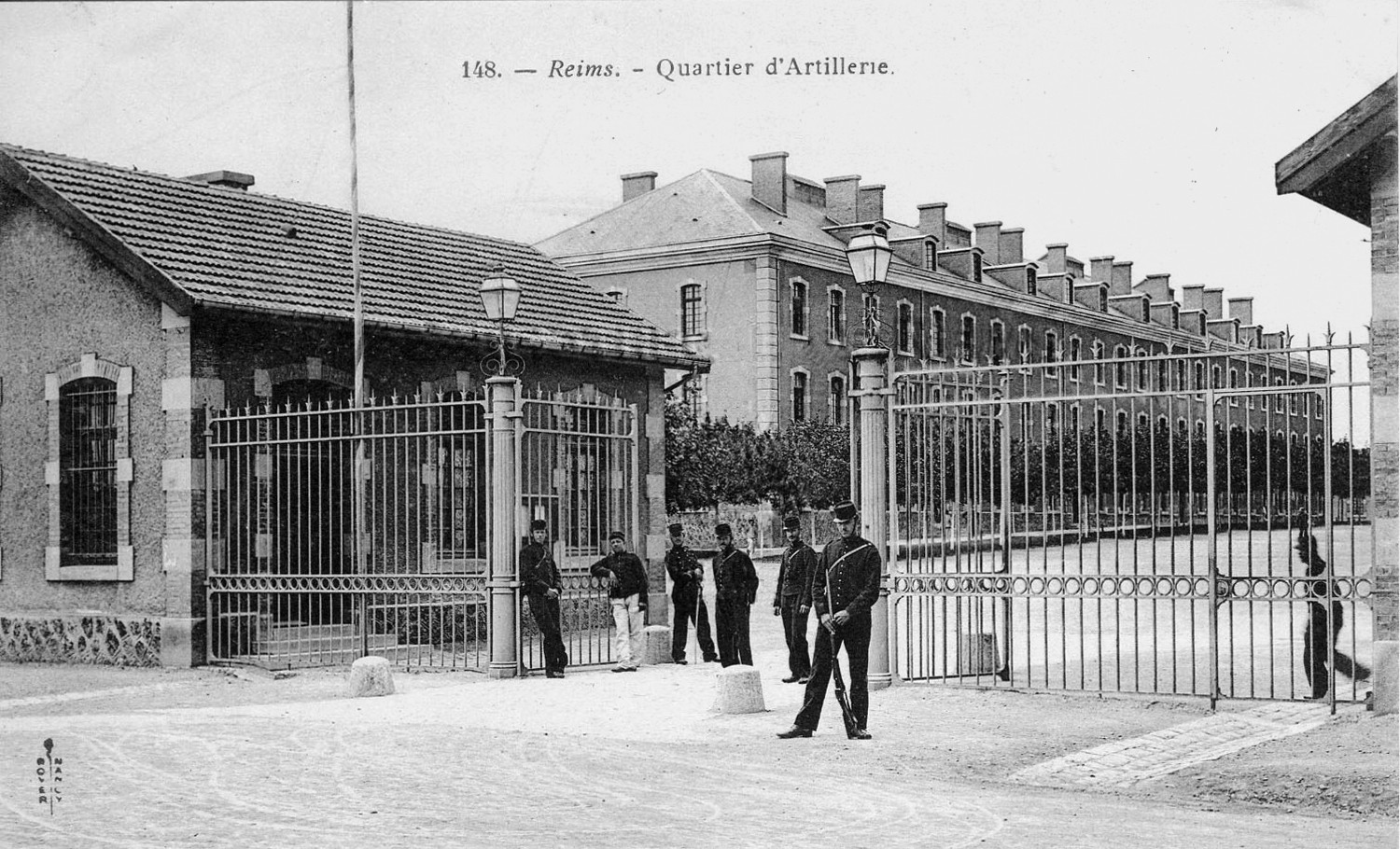
La caserne d'artillerie.

La caserne Neufchâtel – ou caserne caserne Drouet d'Erlon – fut construite au milieu des champs en 1883, entraînant la création de tout un nouveau quartier de la ville "Neufchâtel". Elle était constituée de différents quartiers militaires : Neufchâtel, Mars, Drouet d'Erlon, parc d'artillerie, Châtelus.
Ses premiers occupants furent les fantassins du 132e RI au quartier d'infanterie, mais aussi l'artillerie : 3e Bataillon d'Artillerie de Forteresse (61e R.A.) au quartier Drouet d'Erlon, la cavalerie : 3e régiment de hussards, 8e régiment de hussards, puis 5e régiment de cuirassiers au quartier de cavalerie Mars et même des aérostiers (sapeurs du génie).
Le 2e régiment de hussards, le 4e régiment de hussards et le 3e régiment de cuirassiers occupaient le quartier Mars en 1914.
Pendant la guerre 1914-1918, la caserne Neufchâtel devint un centre de gestion des subsistances militaires (magasins de vivres du service de l'intendance)
Le bombardement de la caserne Neufchâtel de Reims dans l’après-midi du 5 novembre 1914 :
Vers 16 heures, répondant au tir d’une des batteries située dans le parc d’artillerie immédiatement attenant à la caserne Neufchâtel, les batteries ennemies bombardent la ville de Reims. Plusieurs obus de 105 tombent dans la cour et aux abords de la caserne où se trouve cantonné le 5e bataillon du 320e régiment d'infanterie avec un groupe de brancardiers de la 52e division d’infanterie de réserve. Au milieu de la cour éventrée, un trou fumant, près duquel gisent des soldats morts et de nombreux blessés. Immédiatement, plusieurs brancardiers qui se trouvent au voisinage réagissent. La caserne Neufchâtel étant fréquemment bombardée le détachement de brancardiers Pernot se porte à l’école de la rue de Neufchâtel ; deux brancardiers vont s’installer au Poste de Secours du 320e, avenue de Laon.
La caserne Neufchâtel a été détruite pendant la Première Guerre mondiale et reconstruite. Le 12e régiment d'aviation de bombardement de jour l'occupa en 1927-1928, en attendant la construction, au nord de la ville, de la future base aérienne.
En 1920, le 3e bataillon du 106e régiment d’infanterie vint à Reims puis en avril 1930, l'ensemble du 106e régiment d’infanterie y prit ses quartiers. En juin 1930, la nouvelle caserne fut baptisée caserne Maistre. 
C'est en 1950 que la caserne désaffectée fut cédée au ministère de l’Éducation nationale. Modifiée, elle abrite aujourd'hui le lycée professionnel Gustave Eiffel.
Au quartier Châtelus, dernier utilisé, était installée la 11e compagnie du 1er groupe de chasseurs, spécialisée dans l’instruction des jeunes recrues.

## Caserne Jeanne-d'Arc

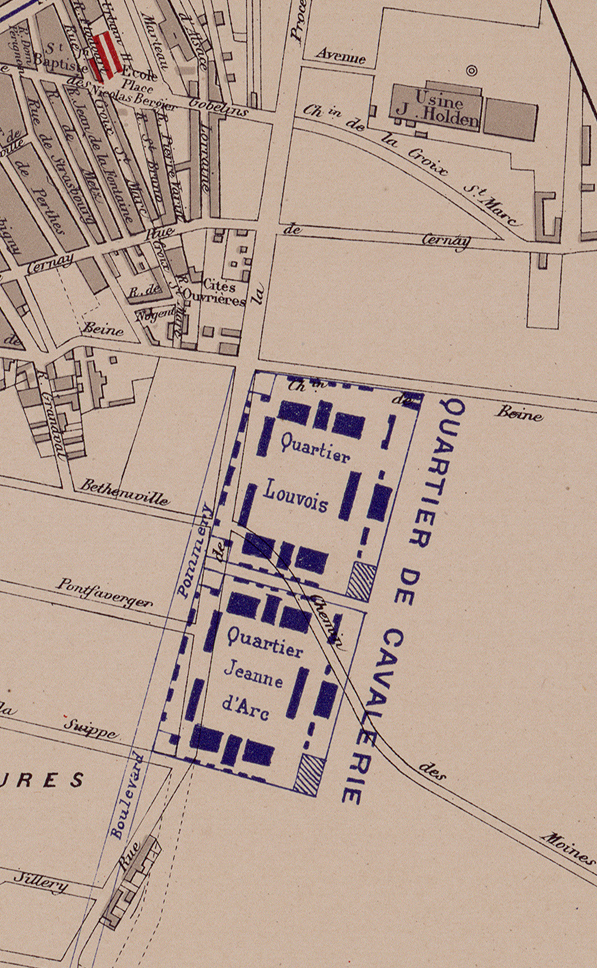
En 1898 les deux casernes.
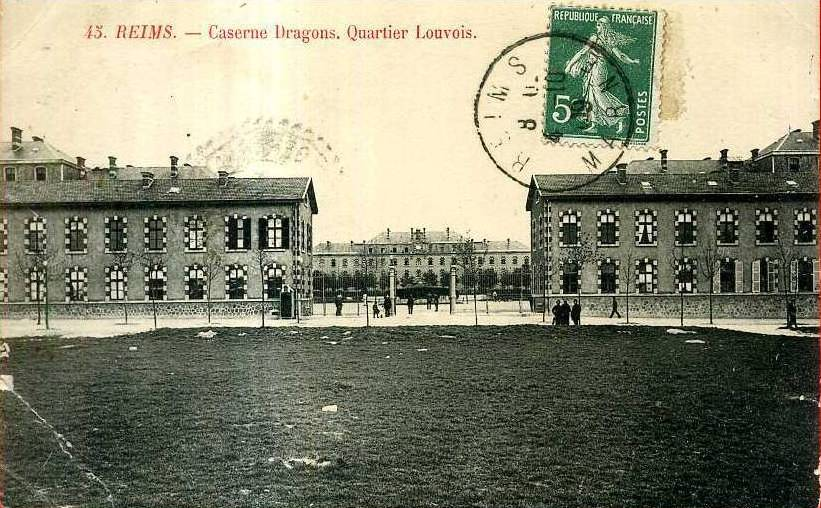
Caserne des Dragons vers 1909, quartier Louvois, Reims.
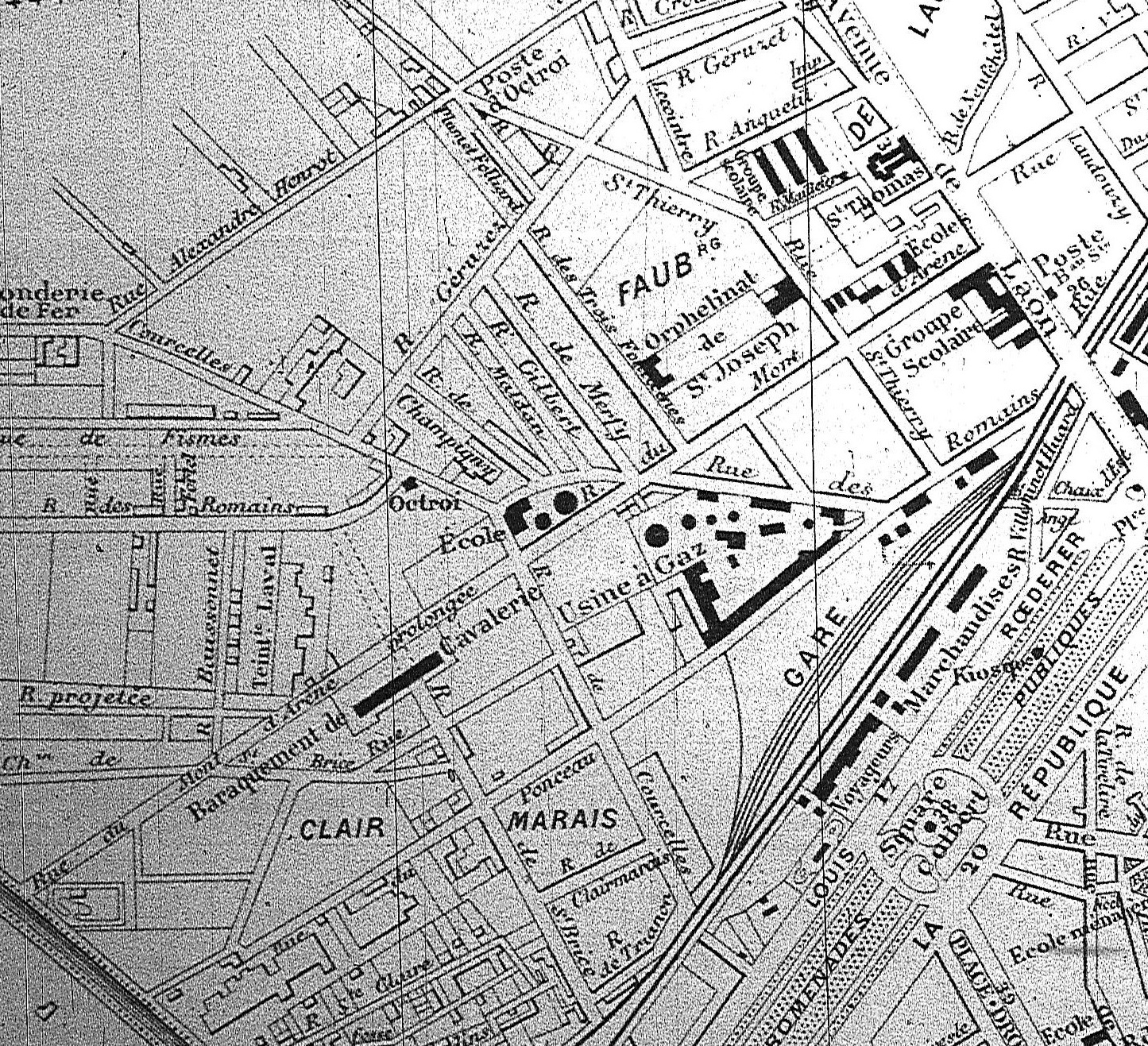
Quartier de cavalerie derrière la gare à Clairmarais, 1890.
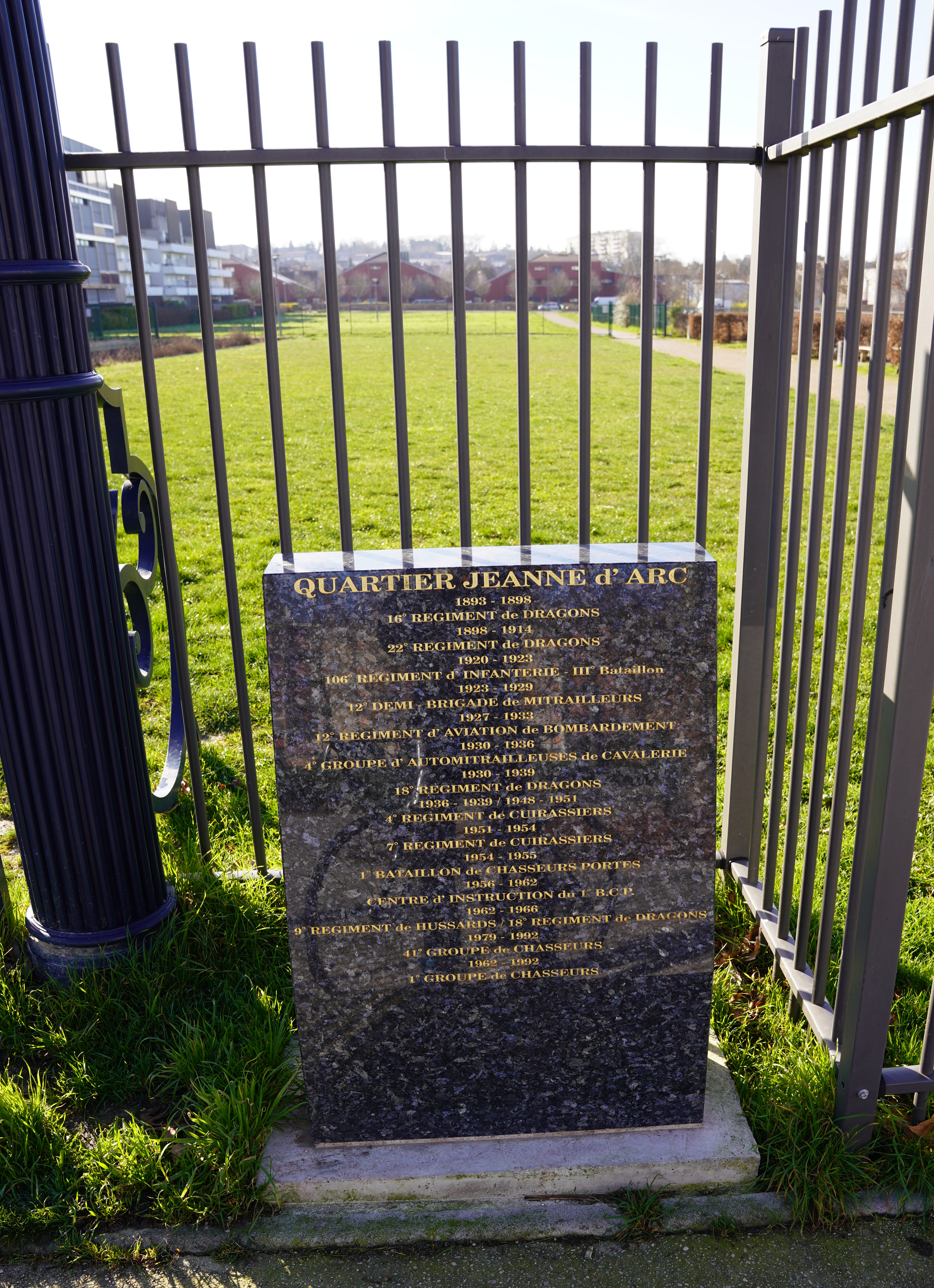
Plaque actuelle square d'Esterno.

La caserne Jeanne-d'Arc, construite en 1893, se composait en fait de deux quartiers : les quartiers de cavalerie Jeanne d'Arc et Louvois.
Le 18 avril 1893 le 14e Régiment de Dragons s'installa au quartier Louvois. Il y resta jusqu'au 22 septembre 1898, remplacé par le 22e régiment de dragons.
Le 8 mai 1893, le 16e régiment de dragons prit possession de la caserne Jeanne-d'Arc (quartier Louvois) à Reims et y resta avec le 22e régiment de dragons jusqu'en août 1914.
Le Docteur Henri Henrot recherche les causes de l'épidémie de fièvre typhoïde qui sévit sur la brigade de cavalerie de Reims en septembre et octobre 1895
Le 18e régiment de dragons arriva à Reims en 1930. 
Le 4e groupe d'auto-mitrailleuses (4e GAM) recréé à Reims en janvier 1933, occupa le quartier Jeanne-d'Arc ; il fut transformé en juillet 1936 en 4e régiment de cuirassiers. Il faisait alors partie, avec le 18e régiment de dragons, de la 1re division légère mécanique qui quitta Reims le 12 septembre 1939, peu après l'entrée en guerre.
De 1962 à 1964, le 9e régiment de hussards occupa le quartier Jeanne d'Arc. Revenu en 1964, le 18e régiment de dragons cohabita un temps avec le 1er bataillon de chasseurs portés à Jeanne-d'Arc. Le 18e régiment de dragons était à Reims et deux escadrons à Mourmelon-le-Petit (quartier Zurich). 
Le 1er bataillon de chasseurs portés fut en garnison à Reims à compter du 1er juin 1956. Ce régiment d'infanterie mécanisée doté de véhicules de transport de troupes AMX-10 P, de chars de combat AMX-13 et de véhicules de l'avant blindé appartenait à la 10e division blindée et prenait place dans le 1er corps d'armée du corps de bataille blindé mécanisé de l'armée française. La caserne fut utilisée jusqu'au début des années 1990 et la dissolution du 1er groupe de chasseurs.
En sommeil depuis 1992, ce site a trouvé son affectation. Une partie est conservée par l’armée. Une nouvelle caserne de Gendarmerie départementale a été construite. Elle accueille, depuis fin 2006, les unités de la Gendarmerie départementale auparavant casernées à "Robespierre" et regroupe les bâtiments administratifs et les logements nécessaires au personnel. 
Ensuite, 2 hectares seront aménagés pour recevoir des équipements sportifs à l’usage des établissements scolaires secondaires du quartier : le lycée d'enseignement professionnel Yser et le collège Robert Schuman rue Verrier.

## Caserne Robespierre
Elle fut construite en 1903. Elle rassemble la prison et une caserne de Gendarmerie. 

La caserne devint réellement opérationnelle le 25 mai 1903. Elle abritait alors vingt-huit hommes répartis en cinq brigades (trois à pied, deux à cheval). Jusqu'à la fin des années 1970, seules la compagnie, la brigade territoriale et la brigade de recherches occupaient les lieux, plus précisément les appartements du rez-de-chaussée. Toutes les autres parties du bâtiment étaient réservées au logement du personnel. De nouveaux immeubles pour les familles furent construits en 1976-1978 côté Rue du Général-Battesti.
Le peloton de surveillance et d'intervention de la gendarmerie (PSIG) s'installa dans la caserne en 1978, la brigade motorisée la même année, la section de recherches en 1980, le groupe d'intervention régional (GIR) en 2002. Leur départ de la vieille caserne Robespierre pour le site flambant neuf de la ZAC Jeanne d'Arc devint une réalité le 15 décembre 2006.

## CaserneDrouet d'Erlon
Héritier du nom de l'ancienne caserne Neufchâtel, elle est située rue du Général-Carré. Elle accueille le Groupement III/7 de gendarmerie mobile

## Base aérienne 112 «Commandant Marin la Meslée»

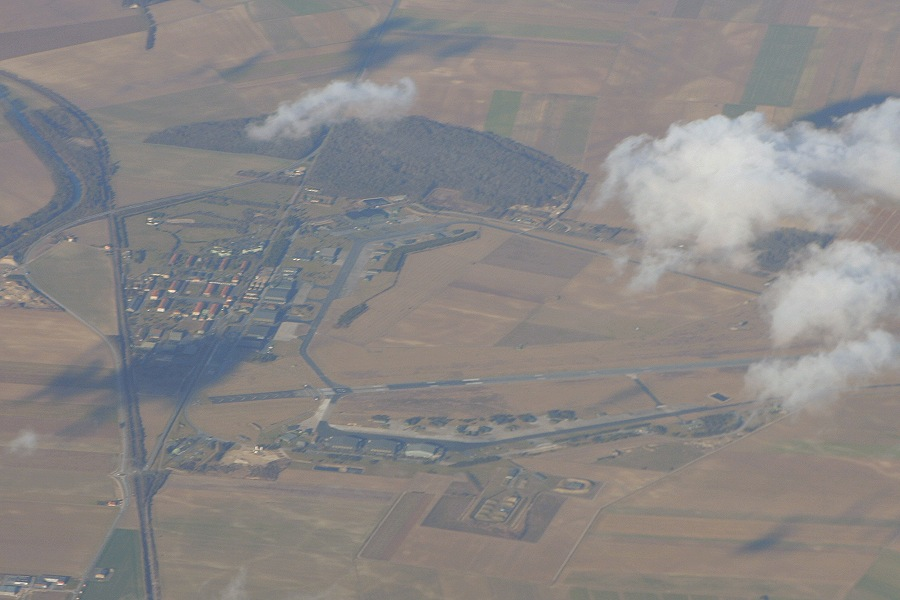
Vue aérienne de la BA112 en janvier 2008.

La décision est prise de créer une base aérienne sur la plate-forme de Courcy dans le vaste champ de bataille qui s'étale au pied de la côte de Brimont, sur les ruines de l’ancienne école militaire d’aviation. Entamés en 1926, les travaux se terminent en 1929. La caserne porte le nom du commandant Roisin.
En 1928 s’est installée sur le terrain en provenance de Neustadt en Allemagne la future 12e escadre de bombardement d’abord équipée de Breguet 19 puis, au cours des années 1930, de Lioré et Olivier LeO.20, de Bloch MB.200 et de Bloch MB.210.

## Aujourd'hui
Le dernier régiment de l'Armée de terre déployé dans la garnison de Reims a quitté la ville en 1992. Il s'agissait du 1er groupe de chasseurs, régiment en garnison à Reims depuis 1956. Il était fort d'environ mille deux cents hommes lorsque fut prise la décision de le dissoudre.
Depuis la disparition de ce régiment de l'Armée de terre, la dernière formation militaire stationnée dans la garnison de Reims était la Base aérienne 112 située au nord de la cité, sur le territoire des communes de Bétheny, de Courcy et de Brimont. De ce fait, le colonel commandant cette base aérienne de l'Armée de l'air occupait les fonctions de commandant d'armes de la place de Reims.
À la suite de la réforme des armées lancée en 2008 après l'adoption du livre blanc sur la défense, le 24 juillet 2008, François Fillon (Premier ministre) et Hervé Morin (Ministre de la Défense) annoncèrent la fermeture de la base aérienne de Reims à l'horizon 2011.
La base aérienne 112 « Commandant Marin-la-Meslée », définitivement délaissée par l'armée le 30 juin 2012, est actuellement une friche. Le devenir de cette friche est confié, au sein du Syndicat Mixte du Nord-Rémois, à la maire de Reims, Adeline Hazan.

## Ouvrages de référence
Paul Hess, La Vie à Reims pendant la guerre de 1914-1918 : Notes et impressions d’un bombardé., Anthropos, Paris, 1998, 582 p.
Jacques Pernet et Michel Hubert, La Garnison de Reims 1852-1939, Saint-Cyr-sur-Loire, éditions Alan Sutton, 2005, 94 p. (ISBN 978-2-84910-210-7 et 2-84910-210-5)